# Louis-Amédée Lefèvre
Ne doit pas être confondu avec Amédée Lefèvre.
Pour les articles homonymes, voir Lefèvre.
Louis-François-Bienaimé Lefèvre, en religion Amédée Lefèvre, né le 8 juillet 1890 à Cherbourg (Manche) et mort le 15 janvier 1968 à Rabat (Maroc), est un évêque catholique français, religieux franciscain, vicaire apostolique de Rabat au Maroc de 1947 à 1955 puis archevêque de Rabat de 1955 à 1968.

## Biographie
Louis-François-Bienaimé Lefèvre est le fils de Bienaimé Lefèvre, préposé des douanes à Cherbourget de Marie-Louise Leroy.
Il entre dans l'ordre des frères mineurs et prend le nom d' Amédée avant d'être ordonné prêtre le 28 juillet 1913.
Le 10 avril 1947, Pie XII le nomme vicaire apostolique de Rabat, succédant à Mgr Vielle. Il est ordonné le 1er juin 1947 par Mgr Paul-Louis Touzé, évêque auxiliaire de Paris, avec Ange-Marie Hiral pour co-ordonnateur. Il reçoit le siège titulaire d'Eguga (de). 
Le 14 septembre 1955, Pie XII érige le vicariat apostolique de Rabat en archidiocèse dont Mgr Lefèvre devient le premier titulaire. C'est lui qui insista auprès du Vatican pour que soit préservé au Maroc, le Prieuré Notre-Dame de l’Atlas de Midelt, dorénavant implantée à Midelt, dans son diocèse de Rabat. Dans un article du Figaro du 13 janvier 1953, consécutif aux Émeutes des 7 et 8 décembre 1952 à Casablanca,  François Mauriac, nouveau Prix Nobel de littérature avait cité longuement les prises de position de Louis-Amédée Lefèvre, qui avait dénoncé dès mars 1952 l'exploitation coloniale.
Il participe aux quatre sessions du Concile Vatican II de 1962 à 1965.
Il meurt à Rabat le 15 janvier 1968.